# Affaire Gérard Depardieu
Pour un article plus général, voir Violences sexuelles et sexistes dans le cinéma français.
Le texte peut changer fréquemment, n’est peut-être pas à jour et peut manquer de recul. 
Le titre et la description de l'acte concerné reposent sur la qualification juridique retenue lors de la rédaction de l'article et peuvent évoluer en même temps que celle-ci.
L'affaire Gérard Depardieu est un dossier judiciaire ouvert contre l'acteur Gérard Depardieu, accusé par plusieurs plaignantes de viols et d'agressions sexuelles.
En août 2018, la comédienne Charlotte Arnould accuse l'acteur de viol et de harcèlement sexuel et porte plainte. Gérard Depardieu est mis en examen pour viol et agressions sexuelles en décembre 2020. En août 2024, le parquet de Paris requiert un procès à son encontre pour viols de Charlotte Arnould.
En avril 2023, Mediapart publie les récits de treize femmes accusant Gérard Depardieu de violences sexuelles lors de tournages de films entre 2004 et 2022. Trois d'entre elles apportent leurs témoignages à la justice, en soutien à Charlotte Arnould. En juillet 2023, France Inter rapporte trois autres récits. En septembre 2023, l'actrice Hélène Darras dépose une plainte pour agression sexuelle restée sans suite pour prescription. En décembre 2023, la journaliste espagnole Ruth Baza dépose plainte pour viol.
En décembre 2023, la diffusion d'un reportage du magazine Complément d'enquête le concernant provoque une vive polémique. Des répercussions, prises de positions, une tribune de soutien puis plusieurs contre-tribunes divisent le monde du cinéma français et plus largement de la culture. L'affaire Depardieu prend également une dimension politique, avec l'intervention du président de la République, Emmanuel Macron.
En janvier et février 2024, deux autres plaintes sont déposées contre Gérard Depardieu, pour des faits d’agression sexuelle lors du tournage du film Les Volets verts en 2021. En avril 2024, le procureur décide d'un procès qui se déroule en mars 2025. En mai 2025, il est condamné par le tribunal correctionnel de Paris à 18 mois de prison avec sursis pour agressions sexuelles, une peine d'inéligibilité de deux ans et son inscription au fichier des auteurs d’infractions sexuelles.
Gérard Depardieu conteste les accusations relevant du pénal.

## Chronologie des évènements

### Antériorité à l'affaire
En 1978, Gérard Depardieu, évoquant son adolescence à Châteauroux dans les années 1950, lors d'un entretien pour le magazine américain spécialisé Film Comment (en) , mentionne des viols collectifs auxquels il aurait participé. Le magazine y rapporte notamment le propos suivant : « C’est mon pote Jackie qui m’a embarqué sur mon premier viol. Une chose en menant à une autre, et hop ! » se référant à une époque où il avait 9 ans. Dans ce même entretien cependant, le magazine rapporte que Gérard Depardieu aurait dit également dit : « Après ça, j'ai eu plein de viols, trop pour les compter (…) Mais il n'y avait rien de mal à cela». Le magazine cite également les propos suivants : « Les filles voulaient être violées. Enfin, il ne s'agit pas vraiment de viol. C'est juste l'histoire d'une fille qui se met dans une situation qui lui plaît». L'enregistrement intégral de l'époque n'a pas été retrouvé.
Ces propos passent alors inaperçus en France. En 1991, ils sont exhumés par le magazine américain Time. Dans une nouvelle entrevue réalisée en janvier 1991, Gérard Depardieu confirme au journaliste du Time les propos rapportés en 1978 par Film Comment, à savoir qu'il a participé à son premier viol à 9 ans et qu'il y a eu de nombreux viols après celui-ci. Il y déclare également que cela « [faisait] partie de son enfance» et que par ailleurs « c'était absolument normal dans ces circonstances ».
En avril 1991, Gérard Depardieu prétend qu'il n'a jamais tenu les propos qui lui sont imputés et affirme qu'il est « peut-être exact qu'il a eu des relations sexuelles à un jeune âge » mais qu'il n'a pas commis de viol,. Il accuse le Time d'avoir mal traduit ses propos et demande au magazine de retirer ce passage de l'article sous peine de poursuites judiciaires ; il aurait seulement « assisté » et non « participé » à des viols,. Le Time ne donne pas suite à sa requête.
Les médias français s'indignent quant à eux du traitement réservé à Depardieu aux États-Unis, alors qu'approche la 63e cérémonie des Oscars pour lesquels Depardieu espère obtenir le trophée du meilleur acteur pour Cyrano de Bergerac,. Pour Raphaëlle Bacqué et Samuel Blumenfeld, Gérard Depardieu était favori mais la polémique lui coûta la statuette ainsi que l'Oscar du meilleur film étranger pour le long-métrage.
Mediapart et Arrêt sur images, en avril 2023, mettent en avant que Gérard Depardieu aurait tenu depuis au moins 1978 des propos choquants, dérangeants ou violents sur le viol, le sexe et les femmes, sans que, selon eux, les médias français ne lui en tiennent rigueur,.

### Première plainte (2018) et mise en examen pour viol (2020)
En août 2018, Gérard Depardieu est accusé de viol et de harcèlement sexuel par une comédienne rapportant que ce dernier a abusé d'elle quelques semaines auparavant au domicile parisien de l'acteur, alors qu’elle était âgée de 22 ans. L'enquête est finalement classée sans suite neuf mois plus tard,,. En juin 2019, la plaignante dépose une plainte avec constitution de partie civile, procédure entraînant généralement l'ouverture d'une information judiciaire, ce qui est fait en juillet 2020, avec la nomination d'un juge d'instruction. Gérard Depardieu est mis en examen le 16 décembre 2020. La plaignante révèle l’année suivante être l'actrice Charlotte Arnould. En mars 2022, la chambre d’instruction de la cour d'appel de Paris rejette la requête en nullité de la mise en examen de Gérard Depardieu, considérant que les indices apportés par l’actrice sont « suffisamment graves ou concordants pour justifier la demeure de la mise en examen ». Gérard Depardieu, défendu par Hervé Temime, affirme : « Je suis innocent et je n'ai rien à craindre [...]. Il n’y a aucune preuve, il n’y a rien contre moi et donc je suis très serein ».
En août 2024, le parquet de Paris demande un procès devant la cour criminelle départementale pour viols et agressions sexuelles sur Charlotte Arnould.

### Témoignages et récits de femmes pour des violences sexuelles

#### Emmanuelle Debever en 2019
En juin 2019 sur Facebook, après avoir appris le classement sans suite d’une enquête pour viol visant Gérard Depardieu, l'actrice Emmanuelle Debever met en cause l'acteur pour des comportements inappropriés à son encontre, qui se seraient déroulés en 1982, lors du tournage du film Danton d'Andrzej Wajda,. Le 16 décembre 2023, Libération rapporte qu'une figurante du film, témoin de la scène, corrobore le témoignage d'Emmanuelle Debever, affirmant que l'acteur a bien passé sa main sous la jupe de la jeune femme. Libération note que, sur Facebook, Emmanuelle Debever a indiqué avoir raconté la scène à l'époque à son entourage, et qu'elle écrit : « Je n’ai pas été offusquée par ses gestes déplacés, je savais, je le sentais, mon instinct, que ce ne serait pas facile de tourner avec lui. Je m’attendais à tout. Donc, je l’ai remis à sa place. Il l’a très mal pris évidemment. »
Emmanuelle Debever est signalée disparue par sa famille le 29 novembre, après avoir laissé une lettre inquiétante. Elle meurt le 6 décembre 2023 à la suite d'une noyade suicidaire dans la Seine. Le 12 décembre 2023, une enquête du parquet de Paris est ouverte pour savoir si son suicide a un lien ou non avec la diffusion le 7 décembre du reportage Complément d'enquête consacré à l'affaire Gérard Depardieu et aux agressions sexuelles dont elle accuse l'acteur.

#### Récits de treize femmes en avril 2023

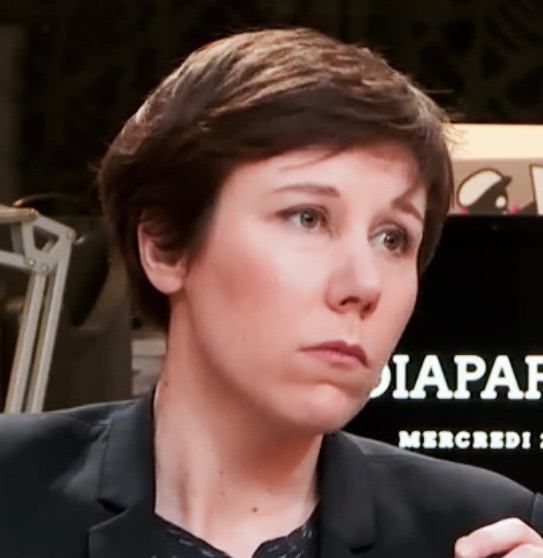
La journaliste Marine Turchi en 2019.

En avril 2023, la journaliste Marine Turchi de Mediapart publie les récits de treize femmes (comédiennes, maquilleuses ou techniciennes) accusant Gérard Depardieu de violences sexuelles lors de onze tournages de films entre 2004 et 2022 ou dans des lieux extérieurs ainsi que l'observation de certains témoins des agressions,. À travers les récits, un même « mode opératoire » se fait jour. Les victimes alléguées indiquent avoir subi une « main dans leur culotte, à leur entrejambe, à leurs fesses ou bien sur leur poitrine ; des propos sexuels obscènes, aussi, parfois des grognements insistants ».
Trois de ces femmes décident d'apporter leurs témoignages à la justice, mais sans porter plainte essentiellement par peur des conséquences sur leur carrière dans le milieu du cinéma,. Mediapart mentionne « l'asymétrie entre, d’un côté, des femmes souvent jeunes, précaires, débutant leur carrière, et de l'autre, un acteur mondialement connu, dont la seule présence permet parfois de financer le film ».
Gérard Depardieu nie toute culpabilité pénale et se décrit comme un homme qui « aime courtiser ».

#### Récits ultérieurs
En juillet 2023, France Inter publie trois nouveaux récits. Le premier est celui de la victime alléguée d'une agression sexuelle lors d'un tournage en 2015. Outre des « mains baladeuses, sur les fesses, et à l'entrejambe », « des propositions de plus en plus appuyées de rapports sexuels, même rémunérés », elle accuse l'acteur d'une agression sexuelle où il lui a montré son sexe. Néanmoins elle n'a jamais envisagé de porter plainte considérant Gérard Depardieu comme « intouchable ».
Le deuxième récit évoque des agressions d'autres femmes de l'équipe avant qu'il s'en prenne à elle : « J'ai senti sa grande main, sa grosse main dans mon entrejambe, me choper l'entrejambe avec volonté, en laissant échapper un gros rire graveleux. J'étais liquéfiée, pétrifiée. C'est ce moment-là qu'il a choisi pour m'humilier. » Enfin un technicien, ayant travaillé sur le tournage du film Vidocq en 2000, rapporte les agressions dont il affirme avoir été témoin. Quand la maquilleuse s'approchait de Gérard Depardieu, il lui « touchait le sexe et les seins en rigolant ». Les autres membres de l'équipe n'intervenaient jamais. Sinon c'était des blagues et une « logorrhée pornographique à base de mots comme chatte ». Le technicien dit à l'époque se plier à l'« omertà » sur ces agressions pour pouvoir, selon lui, continuer à travailler dans le cinéma. À la suite de ces récits, les avocats de l'acteur n'ont pas souhaité s'exprimer auprès de France Inter.
Le 29 décembre, dans L'Humanité, Chantal Austruy, cheffe du protocole du Grand Lyon en 2008, raconte une soirée d’une avant-première d’Astérix aux Jeux olympiques. Elle accuse Gérard Depardieu d'avoir harcelé sexuellement les jeunes hôtesses de la soirée, dont plusieurs finissent en larmes. Il lui déclare notamment en les montrant : « Vous avez de jolis petits bouts de viande ». Elle n'a pu obtenir aucun soutien de l'équipe du film, qui a seulement déclaré : « Ben oui, c’est Gérard. »
Le 30 décembre 2023, l'actrice Vahina Giocante accuse Gérard Depardieu d’avoir agressé sexuellement une figurante sur un plateau de tournage. Elle indique aussi l’avoir vu « abuser les plus faibles, faire pleurer des jeunes femmes et des moins jeunes ».

### Deuxième plainte (septembre 2023), classée pour fait prescrit
Le 10 septembre 2023, l'actrice Hélène Darras dépose une plainte pour agression sexuelle contre Gérard Depardieu. Elle l'accuse de l'avoir « pelotée » en 2007 sur le tournage du film Disco de Fabien Onteniente alors qu'elle était figurante dans le film. Il lui aurait « pass[é] sa main sur [s]es hanches, sur [s]es fesses » puis invitée à monter dans sa loge. Malgré son refus, « ça ne change rien » : il aurait continué à la peloter. Le parquet de Paris indique à l'AFP que du fait que la plainte porte a priori sur des faits prescrits, elle est en « cours d'analyse » pour en déterminer l'orientation : classement ou lancement d'investigations,,. En décembre 2023, le parquet de Paris classe l'affaire sans suite pour prescription.

### Lettre ouverte de Gérard Depardieu dansLe Figaro(octobre 2023)
Le 1er octobre 2023, Gérard Depardieu réagit aux accusations par le biais d'une lettre ouverte publiée dans Le Figaro, « Je veux enfin vous dire ma vérité ». Il évoque, sans la nommer directement, Charlotte Arnould. Il y affirme n’être « ni un violeur ni un prédateur » et indique n'avoir jamais abusé d'une femme. Par ailleurs il décide de ne plus participer à des projets dans le « contexte » de ces allégations.
Charlotte Arnould y répond le lendemain dans un entretien au magazine Elle,, en dénonçant une stratégie, qu'elle juge immonde, « pour inverser la culpabilité ». Anouk Grinberg, dans un message posté sur X le 3 octobre, y répond elle aussi, écrivant que « tous ceux qui ont travaillé avec lui savent qu’il agresse les femmes ». Elle lui demande de ne pas « continuer le crime par le déni » et appelle à briser le silence pour aider Charlotte Arnould,,.

### ReportageComplément d'enquête- Réactions et conséquences

#### 7 décembre 2023, émissionComplément d'enquête
À la suite d'un voyage en Corée du Nord avec Yann Moix en 2018, à l’occasion des 70 ans du régime nord-coréen, le magazine télévisé Complément d'enquête diffuse, le 7 décembre 2023, un numéro dédié à l'acteur. On y découvre une vidéo de ce voyage, dans laquelle il tient des propos obscènes, sexistes et sexuels envers des femmes et une jeune fille mineure âgée d'une dizaine d'années,,. La famille de Depardieu émet des doutes sur la véracité de la séquence concernant les propos sexuels concernant l'enfant. Face à cette polémique, le 22 décembre 2023, le groupe France Télévisions déclare dans un communiqué qu'il a mandaté un huissier de justice, et que ce dernier a attesté que la scène contestée n'a pas fait l'objet d'un montage,,. Ce qui pour l'avocat de Yann Moix « ne constitue pas une preuve » en déplorant que le groupe refuse toujours de communiquer les rushes (fichiers vidéo bruts provenant des caméras avant montage) afin de permettre « le visionnage des images brutes par ses huissiers ».
En décembre 2023, Yann Moix déclare qu'il s'agissait de réaliser une œuvre de fiction avec l'acteur Gérard Depardieu et non un documentaire et affirme que les images diffusées dans Complément d'enquête, complètement décontextualisées, lui ont été dérobées par son producteur dans le but d'en faire un documentaire à charge contre l'acteur moyennant finance, et qu'il porte plainte devant la justice,. L'avocat de Yann Moix, lors d'entretiens télévisés, ajoute qu'il a été demandé à Gérard Depardieu de « surjouer […], d'être vulgaire, salace dans certaines scènes et dans d'autres [scènes] obséquieux »,. Toutefois plusieurs propos de Yann Moix infirment la défense de son avocat. Ainsi en septembre 2018, il indique : « J’ai eu l’idée de filmer Gérard, c’est d’ailleurs de manière tacite que je l’ai fait, je ne lui ai pas demandé l’autorisation, puisque moi j’allais finir un documentaire là-bas. Il m’a dit ni oui ni non, j’ai filmé, il n’a rien dit ». Sur un autre média, toujours en septembre 2018, il déclare : « Il y a eu quelque chose de tacite entre nous, il savait qu’il était filmé, on n’a jamais fait allusion à ça, et nous avons obtenu quelque chose qui n’est ni un documentaire ni un film de fiction ». En décembre 2023, il explique que Depardieu est capable « de commentaires, de remarques sexistes qui varient, selon son humeur, de la potacherie graveleuse à la saillie insoutenable, de la blague grasse à la provocation insupportable », il n'évoque pas une direction d'acteur. Sollicité sur ces propos, son avocat explique alors que Yann Moix a choisi de « peu intervenir pendant le tournage, de faire le point matin et soir ».
Le 22 janvier 2024, le Parquet de Paris, à la demande de l'avocate de Charlotte Arnould, annonce qu'il va analyser l'émission Complément d'enquête pour voir si des faits de harcèlement sexuel sont bien avérés.
En mai 2024, le tribunal judiciaire de Paris ordonne à la société de production Hikari de remettre les rushes du haras à l’acteur, « dans un souci de transparence ». Hikari et France Télévisions font appel de cette décision, mais l'appel n'est pas suspensif.
En octobre 2024, un rapport de l’huissier mandaté par France Télévisions confirme des propos obscènes tenus par Depardieu durant son voyage en Corée du Nord, contredisant les versions de Yann Moix et de la famille de Gérard Depardieu qui accusent France Télévisions de manipulations au montage.
Le même mois, Le Journal du dimanche indique avoir pu consulter les procès verbaux des trois protagonistes à l'origine du reportage de Complément d'enquête et affirme que « la preuve de la manipulation est désormais irréfutable ». Le journal, fort de ces témoignages, soutient qu'il y a eu manipulation lors la scène du haras, où Depardieu aurait tenu des propos graveleux au moment où une petite fille apparait à l'écran sur un poney. Le témoignage du monteur de l'émission, lors de son audition sous serment en janvier 2024, atteste que « la caméra n'était pas braquée sur Gérard Depardieu », ce qui, selon ce média, tend à confirmer les doutes affichés par le réalisateur Yann Moix au lendemain de la diffusion sur France 2 et que l'authenticité des images montrant Depardieu avec l'enfant étaient sujettes à caution, en cela qu'elles auraient pu être tournées à des moments différents sans relation avec les paroles entendues. Les rushes semblaient ensuite avoir disparus, alors qu'en mai 2024, le tribunal avait exigé leur remise pour éclairer l'état de fait, ce qui ajoute encore aux doutes conclut l'article,.
La cour d'appel de Paris, dans un arrêt du 18 octobre 2024, fait valoir « qu'il ne fait pas de doute que le "reportage […] procède d'un travail journalistique qui participait d'un débat d'intérêt général" en plein mouvement #MeToo », mais considère que la société de production Hikari n'établit pas que les images de la séquence du haras, « réalisées dans des circonstances mal définies » présentent « un élément de travail journalistique ». De fait, elle commande une expertise afin d'établir précisément « toutes les opérations de montage intervenues » et de déterminer, autant que faire se peut, à qui l'acteur adressait ses propos. L'expertise des séquences litigieuses doit se faire en présence des deux parties. L'expert, Christian Ardan, devant rendre ses conclusions le 30 avril 2025, sa récusation a été réclamée par Hikari et France Télévision, alléguant que le producteur de cinéma aurait des liens avec Depardieu et ses proches.
En décembre 2024, Mediapart accuse Le JDD et plus largement le Groupe Bolloré de désinformation au sujet de l'affaire, en compilant les messages qu'il considère comme mensongers des intervenants du JDD, Europe 1, C8 et CNEWS, en s'appuyant sur les vidéos du reportage de Yann Moix.
En février 2025, le journal Libération via son service Checknews, dévoile dans une vidéo compilant plusieurs extraits inédits filmés lors du voyage en Corée du Nord, dans lesquels des propos graveleux, salaces, sont tenus par Gérard Depardieu et Yann Moix, alternant misogynie, railleries sur les violences conjugales, et homophobie,,. Ils sexualisent notamment plusieurs fois des jeunes femmes et des adolescentes. De nouvelles images inédites diffusées un mois après dans l'émission Secrets d'actualité, diffusé sur W9 montrent des propos similaires.
En mars 2025, les auteurs du reportage attaquent Depardieu et Moix pour « dénonciation calomnieuse, fausse attestation et tentative d'escroquerie au jugement ». Une action qualifiée de « ridicule » par l'avocat Jérémie Assous, qui estime que les démarches judiciaires antérieures de ses clients ont été « considérées comme légitimes ».
En juin 2025, Gérard Depardieu est débouté des poursuites judiciaires qu'il avait entreprises contre les médias Télérama, Libération, Mediapart et Le Parisien pour diffusion de fausse nouvelle, au sujet des rushes ; il affirme vouloir faire appel. Le même mois, une enquête lancée à la suite d'une expertise judiciaire demandée par l’acteur, détermine que Gérard Depardieu ciblait bien une fillette avec des propos sexuels.

#### Réactions / conséquences

##### Politiques
Après la diffusion du reportage de Complément d'enquête, l'affaire Depardieu prend de l'ampleur au point que différentes personnalités politiques prennent publiquement position, dont le président de la République lui-même.
Le 15 décembre 2023, Rima Abdul Malak, ministre française de la Culture, annonce une « procédure disciplinaire » par la grande chancellerie de la Légion d'honneur concernant Gérard Depardieu, indiquant que les propos tenus par ce dernier dans se reportage « [faisaient] honte à la France ». Le 20 décembre, s'exprimant en direct de l'Élysée dans l'émission C à vous, sur France 5, le président Macron estime que la ministre de la Culture s'est « un peu trop avancée » et qu'il considère que la Légion d’honneur est un ordre n’ayant pas pour vocation de « faire la morale », et de poursuivre : « Dans nos valeurs, il y a la présomption d’innocence. Je déteste les chasses à l’homme. Quand tout le monde tombe sur une personne, sur la base d’un reportage, sans qu’il ait la possibilité de se défendre… Les procédures judiciaires suivront leur chemin. ». Emmanuel Macron déclare également « [se] méfier du contexte », soulignant qu'« il y a parfois des emballements sur des propos tenus ». Il indique ne pas vouloir basculer dans « l’ère du soupçon », tout en ne se prononçant pas sur le fond de l'affaire, affirmant « Vous pouvez accuser quelqu’un, il y a peut-être des victimes, mais il y a aussi une présomption d’innocence qui existe ». Quant à la question de savoir si l'acteur faisait « honte à la France », le président déclare « Gérard Depardieu est un immense acteur, il a servi les plus beaux textes. C’est un génie de son art. […] Il rend fière la France,,. » 
François Hollande lui réplique le lendemain : « [Emmanuel Macron] a parlé de Gérard Depardieu, de son talent, de la présomption d’innocence. Moi, je vais vous parler des quatorze femmes agressées. Je vais vous parler des femmes humiliées. Je vais vous parler des femmes bouleversées par les images qu’elles ont vues. Je vais vous parler de toutes ces femmes qui, au travers de Gérard Depardieu, voient ce que peut être la violence, la domination, le mépris. C’est ça qui était attendu du président de la République […]. C’est de parler des femmes et pas simplement de dire que Gérard Depardieu était un grand acteur. […] Non, nous ne sommes pas fiers de Gérard Depardieu. » 
Le 30 décembre, l'éditorial du Monde critique la prise de position présidentielle et y voit un appel du pied à l'électorat d'extrême droite. « Quelques jours après sa défense d’une loi sur l’immigration inspirée par l'extrême droite, son éloge de Gérard Depardieu apparaît surtout comme un nouveau clin d’œil à la partie la plus réactionnaire de l’opinion, singulièrement aux hommes qui considèrent la parole des femmes comme une insupportable remise en cause de leur domination. Il donne ainsi des gages aux électeurs qui expriment dans une détestation du « wokisme » la crainte de voir remise en cause leur prétendue supériorité identitaire, raciale ou sexuelle ». Dans la même dynamique, Émilie Garcia, dans le HuffingtonPost, estime que « la grande cause du quinquennat de Macron se fracasse (un peu plus) avec l’affaire Depardieu ». À l'inverse, Sabine Prokhoris estime que « l'intervention d'Emmanuel Macron a été salutaire ». Elle ajoute : « "Victimes, on vous croit !" : sous ce mot d’ordre qui ruine les principes élémentaires du droit sur lesquels, pour l’intérêt de tous, une société civilisée se doit d’être intraitable — en premier lieu la présomption d’innocence, remplacée par l’adhésion militante à la "parole libérée", c’est-à-dire accusatoire —, l’on voit se déchaîner les troubles délices des lapidations publiques ».
Le 4 janvier 2024, Olivier Véran, porte-parole du gouvernement, déclare sur BFMTV à propos de Complément d'enquête : « Ces propos me choquent et j'ai une pensée pour les personnes qui se sont senties offensées, qui sont victimes ». Certains observateurs politiques estiment que cette déclaration « prend le contre-pied » d'Emmanuel Macron, telle Agathe Lambret de Radio France.
François Bayrou, proche d'Emmanuel Macron, condamne à son tour l'attitude de Gérard Depardieu, et estime qu'elle ne rend pas « fière » la France. Pour la député écologiste Sandrine Rousseau : « En matière de violences sexistes et sexuelles, que ce soit pour l’affaire Hulot, Abad ou Depardieu, le Président a toujours pris le parti de l’agresseur. C’est non seulement honteux pour lui, mais cela fait aussi rejaillir cette honte sur la France ».
Après le remaniement ministériel du 11 janvier 2024, plusieurs commentateurs politiques estiment que le positionnement de Rima Abdul Malak dans l'affaire Depardieu ferait partie des causes expliquant sa non reconduction au ministère de la culture,,. Le 14 janvier, Aurore Bergé, ministre déléguée à l'Égalité hommes/femmes qualifie sur LCI d’« odieux » les propos de Gérard Depardieu relevés dans Complément d'enquête. Elle assure que le président n'a pas apporté son soutien à l'acteur.
Le 16 janvier 2024, Emmanuel Macron, lors d'une conférence de presse, interrogé sur ses propos du 20 décembre 2023, interprétés par certains comme en soutien à Gérard Depardieu et les réactions que cela a suscité, déclare n'avoir « aucun regret d'avoir défendu la présomption d'innocence pour une personnalité publique, un artiste en l'espèce, comme je l'ai fait pour des responsables politiques ». Par contre, il ajoute « Si j'ai un regret à ce moment-là, c'est de ne pas avoir assez dit combien la parole des femmes victimes de violences est importante » et de préciser « Je n’ai pas attendu me too pour dire les violences faites aux femmes sont un problème. […] Je me félicite que la parole se libère […]. Mais je pense que notre rôle, c'est de permettre son cadre, c'est que la justice puisse faire son travail, c'est qu'on protège les femmes qui sont menacées, mais que là aussi on ne le fasse pas en oubliant les principes constitutionnels qui sont les nôtres, dont la présomption d'innocence. »,,.
En mai 2024, le président Macron précise ses propos de décembre. Il affirme n'avoir « jamais défendu un agresseur face à des victimes ». Il se dit attaché à des « principes, tels que la présomption d’innocence. Ces mêmes principes qui vont permettre à la justice de statuer en octobre prochain et c’est une bonne chose ». Il ajoute que le mouvement me too « m’a conforté, m’a fait douter, m’a révélé des choses ». Revenant sur sa déclaration « Je déteste les chasses à l'homme », il précise que cela n'avait rien de sexué et réitère « Je n'aime pas les procès médiatiques, la justice par tweets, et ce, de manière générale. Nous sommes dans une société qui cherche à abattre les gens en quelques jours, puis qui les oublie. Moi, je suis plutôt dans le combat, dans le maquis ».
En décembre 2024, une pétition regroupant 135 parlementaires et personnalités artistiques demandent, le temps que la justice se prononce, la suspension de la légion d'honneur de Gérard Depardieu, Patrick Poivre d'Arvor, Joël Guerriau et de Jean-Vincent Placé, tous quatre « mis en cause pour des violences sexistes et sexuels », ce qui selon les signataires « ne contreviendrait en rien à la présomption d'innocence »,.

##### Télévision et diffusion
Dans le reportage de Complément d'enquête du 7 décembre 2023, Manuel Alduy, directeur du cinéma et du développement international de France Télévisions, déclare : « La mise en accusation collective par une quinzaine de femmes au début 2023, elle a eu pour conséquence immédiate pour nous, c’est de revoir complètement nos plans de diffusion. Il ne faut pas qu’on célèbre Gérard Depardieu. Ce n’est juste pas possible. C’est la première chose. La deuxième, c’est qu’on a mis en pause les éventuels projets qu’on nous soumettrait avec Gérard Depardieu ». Plusieurs observateurs comprennent, à tort, que le groupe ne diffusera plus du tout de film avec Depardieu en tant qu'acteur. Dans les jours suivants, la position de France Télévisions est plus nuancée, et plus proche d'une pause provisoire.
En Suisse, la Radio télévision suisse, chaîne du service public en Suisse romande, décide le 31 décembre 2023 de suspendre temporairement la diffusion des films avec Gérard Depardieu quand il tient un des rôles principaux. La Schweizer Radio und Fernsehen en Suisse alémanique et la Radiotelevisione svizzera di lingua italiana en Suisse italienne, faisant également partie de la Société suisse de radiodiffusion et télévision, ne se sont pas prononcées sur une telle suspension temporaire.
En Belgique, la RTBF, le groupe audiovisuel public annonce ne plus « lui faire la moindre promotion par les temps qui courent ».

##### Retrait de distinctions
En décembre 2023, à la suite de la diffusion de l'émission Complément d'enquête sur France 2, le premier ministre québécois, François Legault, jugeant les propos tenus par l'acteur « scandaleux », le déchoit de l’Ordre national du Québec. Il s'agit d'une première dans l'histoire de l'ordre,. La médaille de reconnaissance de la ville de Bruxelles lui est aussi retirée.
Citoyen d'honneur de la commune d'Estaimpuis en Belgique, il se voit retirer ce statut en décembre 2023. De même le musée Grévin de Paris retire sa statue de cire.
Toujours après la diffusion de l'émission Complément d'enquête, une procédure disciplinaire est engagée en France par la grande chancellerie de la Légion d’honneur concernant la décoration de Gérard Depardieu. L'acteur peut établir ou faire rédiger par ses avocats un mémoire en défense. Puis les seize membres du conseil de l’ordre de la Légion d’honneur prendront une décision. Si une suspension ou une expulsion de Gérard Depardieu est prise, il appartiendra à Emmanuel Macron de prendre la décision ultime,.

##### Opinion publique en France - Sondages (janvier 2024)
Le 3 janvier 2024, un sondage Elabe pour BFMTV montre une opinion publique majoritairement en désaccord avec la parole présidentielle sur l'affaire Depardieu « 50% des Français jugent qu'Emmanuel Macron a trop soutenu Gérard Depardieu ». « 22% ont une opinion favorable et estiment que ses propos étaient équilibrés ». 28% n'ont pas d'avis.
Les sondés sont globalement en désaccord avec l'argumentaire de la tribune de soutien. « Seuls 18% des personnes interrogées sont d'accord avec ces déclarations (5% tout à fait d'accord et 13% plutôt d'accord). 48% ne sont pas du tout d'accord et 33% pas vraiment d'accord ». À l'inverse, les arguments des contre-tribunes recueillent un accueil plutôt favorable.
Le 4 janvier 2024, un sondage Cluster17 pour Le Point confirme les mêmes tendances : 31% des sondés seulement sont d'accord avec la position du chef de l'État.
Le Figaro résume ainsi les deux sondages : « Emmanuel Macron ne convainc pas les Français dans sa défense de Gérard Depardieu ».
Le 16 janvier un sondage YouGov pour Le HuffPost montre que 62 % d’entre des sondés répondent qu’ils continueraient de visionner les longs métrages dans lesquels figure l’acteur. À l’inverse, 23 % déclarent qu’ils cesseraient d’en regarder et 15 % ne savent pas.

### Réactions publiques

#### Publication,Le Figaro25 décembre 2023
Le 25 décembre, Le Figaro publie la tribune « N'effacez pas Gérard Depardieu » dénonçant une forme de cancel culture touchant l'acteur et défendre sa présomption d'innocence. La tribune est lancée par Yannis Ezziadi, ami de sa fille Julie et de Sarah Knafo, compagne d'Éric Zemmour,, auteur et éditorialiste pour le magazine Causeur, à la ligne éditoriale entre droite conservatrice et extrême droite,,,.
Près d'une soixantaine de signatures de personnalités du milieu de la culture sont réunies, parmi lesquelles Nathalie Baye, Nadine Trintignant, Benoît Poelvoorde, Pierre Richard, Charlotte Rampling, Carla Bruni, Gérard Darmon, Victoria Abril, Antoine Duléry et Brigitte Fossey,,. La tribune affirme notamment « Gérard Depardieu participe au rayonnement artistique de notre pays » et « contribue à l'histoire de l'art, de la plus haute des manières ». Les signataires soulignent encore qu'ils « ne pouvaient rester muets face au lynchage médiatique […], au mépris de la présomption d'innocence […] et que cela concerne exclusivement la justice »,.
A posteriori, plusieurs des signataires déclareront avoir ignoré cette orientation politique au moment de signer la tribune et se rétractent alors,,,,,.
A contrario, plusieurs autres signataires continuent d'apporter début janvier 2024 leur soutien à Gérard Depardieu et assument leur signature,,.

#### Contre-tribunes
Cette tribune provoque de vives réactions et réprobations de nombreuses personnalités des milieux féministes, politiques et culturels. Ce qui a, notamment, pour conséquence les publications de plusieurs contre-tribunes et la mise en évidence d'une fracture générationnelle,,,.
Non-signataire, la chercheuse Bérénice Hamidi, enseignante à l'université Lumière-Lyon-II, déclare sur France Info : « Cette tribune peut se lire comme un mécanisme de défense collectif qui part d'un sentiment de culpabilité ».
À l'inverse, la philosophe et essayiste Bérénice Levet défend le principe de présomption d’innocence mis à mal selon elle par un « désir de vertu ».

##### Contre-tribuneMediapart«Cerveaux non disponibles»
Le 29 décembre, une contre-tribune publiée sur le club de Mediapart par le collectif de gauche Cerveaux non disponibles, 600 artistes entendent répondre à la tribune du 25 décembre des 56 artistes et à Emmanuel Macron soutenant Gérard Depardieu. 48 heures après son lancement, la barre de 8 000 artistes est atteinte. Le site clôture alors la liste. Parmi ces signataires, se trouvent notamment,,, : Angèle, Pomme, Jain, Waly Dia, Louane, Corinne Masiero, Guillaume Meurice, Élodie Frégé, Manon Azem, Médine.

##### Contre-tribune «Adresse au vieux monde»
Une nouvelle tribune Adresse au vieux monde, également publiée sur le club de Mediapart, le 31 décembre s'oppose, elle aussi, à la tribune publiée par Le Figaro le 25 décembre,. Parmi les 70 signataires, se trouvent notamment, Laure Calamy, Corinne Masiero, Vanessa Springora, Aïssa Maïga, Anouk Grinberg, Alex Lutz, Gilles Balbastre, La Bajon, Colombe Schneck, Sylvie Meyer.

##### Contre-tribuneLibération«L'art n'est pas un totem d'impunité»
Le 1er janvier 2024, dans la contre-tribune L’art n’est pas un totem d’impunité, publiée par le journal Libération, plus de 150 artistes réagissent également à la tribune du 25 décembre du Figaro,. La tribune est coécrite par Mahaut Drama, Iban Raïs et Jessé, avec l'aide de Giulia Foïs. Parmi les signataires se trouvent notamment Alexandra Lamy, Thomas Jolly, Muriel Robin, Monia Chokri, Magalie Lépine-Blondeau, Alice Belaïdi, Juliette Arnaud, Shirine Boutella, Kevin Razy, Lio, Cœur de pirate, Anne Roumanoff.

### Trois nouvelles plaintes, décembre 2023 - février 2024

#### Troisième plainte, Ruth Baza

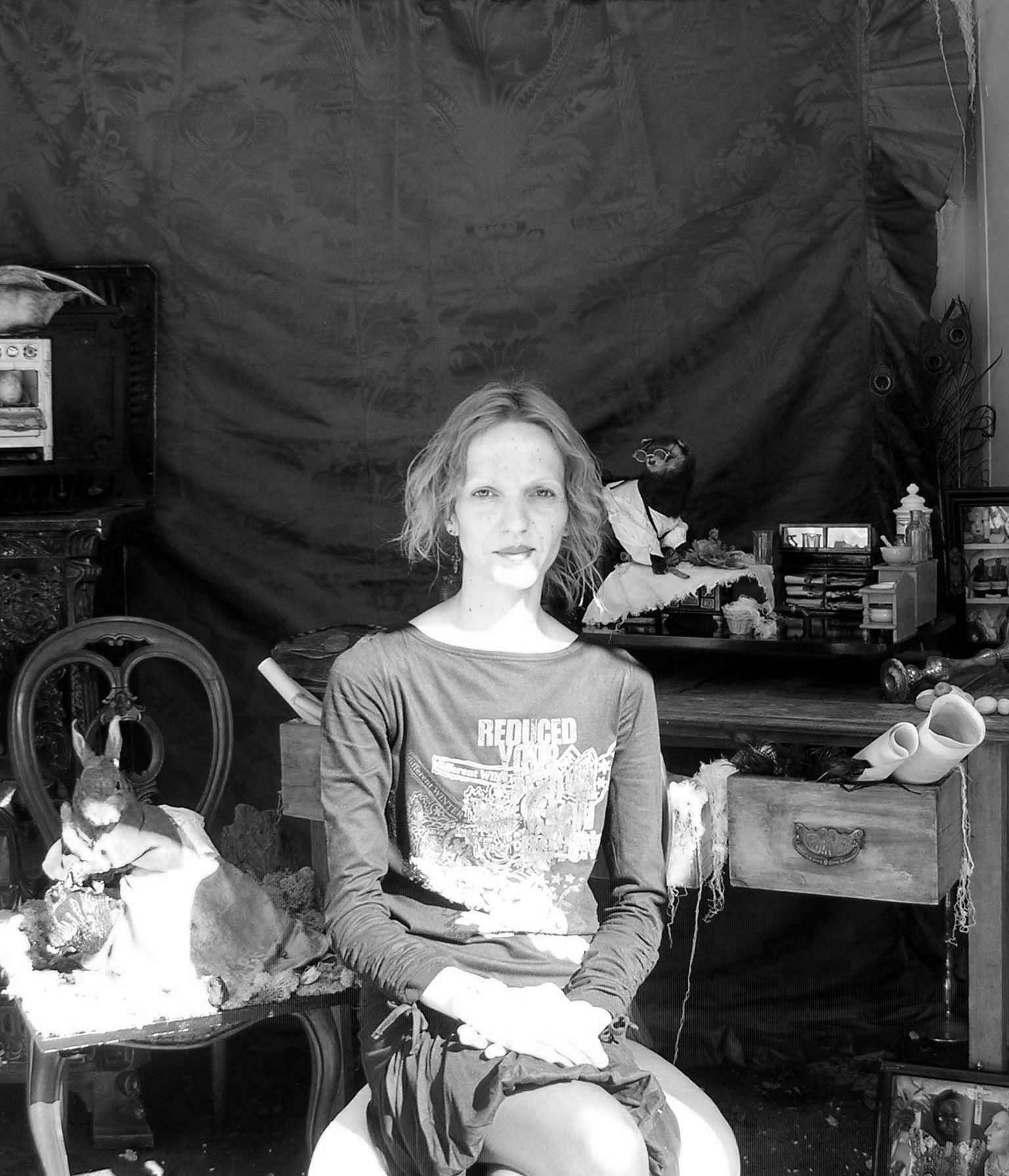
Ruth Baza en 2007.

En décembre 2023, Ruth Baza, journaliste et écrivaine espagnole, dépose plainte contre Gérard Depardieu pour un viol qui aurait eu lieu en 1995 à Paris. Elle était alors âgée de 23 ans et interrogeait l'acteur pour la revue Cinemanía. Sa plainte, déposée auprès de la police espagnole, est enregistrée comme une agression sexuelle (en Espagne, cette dénomination inclut également le viol). Les faits allégués sont, a priori, prescrits en France. En août 2024, après quatre ans d’enquête, le parquet de Paris requiert un procès devant la cour criminelle départementale pour viols à la suite de la plainte de Charlotte Arnould. La juge d’instruction chargée du dossier doit décider de la tenue ou non d’un procès à l'issue duquel Gérard Depardieu pourrait encourir jusqu’à quinze ans d’emprisonnement.

#### Quatrième plainte
Le 9 janvier 2024, une ancienne assistante de tournage dépose plainte contre Gérard Depardieu pour agression sexuelle. Une enquête préliminaire est ouverte par le parquet de Paris. La plaignante dénonce des « attouchements » sur les fesses et des « propos obscènes » dès les premières rencontres chez lui, dans son hôtel particulier, puis la même chose ainsi que des propositions sexuelles à plusieurs reprises au cours du premier jour de tournage du court métrage Le Magicien et les Siamois de Jean-Pierre Mocky en 2014.

#### Cinquième et sixième plainte - garde à vue et procès annoncé
Le 24 février 2024, une décoratrice ensemblière porte plainte contre Gérard Depardieu pour des faits d’agression sexuelle, de harcèlement sexuel et d’outrages sexistes lors du tournage du film Les Volets verts de Jean Becker. Les faits allégués datent de 2021 et ne sont donc pas prescrits,. L'acteur lui aurait « pétri la taille, le ventre, en remontant jusqu’à ses seins », l'agression aurait été interrompue par les gardes du corps de Depardieu, selon la plaignante « il faudra l'intervention d'un tiers pour la sortir des jambes » . L'équipe de tournage va prendre en considération les faits, en forçant l'acteur à s'excuser, ce qu'il aurait fait par ces mots : « Je m'excuse puisqu'il faut s'excuser… », mais, par la suite, il l'aurait insulté tout au long du tournage en la traitant de « salope ». Selon Mediapart, une autre femme, âgée de 33 ans et troisième assistante réalisatrice pour ce tournage, affirme que Gérard Depardieu lui aurait touché deux fois « la poitrine et les fesses » le 31 août 2021,. Le 5 mars, le parquet de Paris lance une troisième enquête, déclenchée à la suite de cette plainte.
Le 29 avril 2024, Gérard Depardieu est placé en garde à vue à la suite d'accusations d'agressions sexuelles, portées par deux plaignantes, lors de tournages de films en 2014 et 2021 (voir quatrième et cinquième plaintes ci-dessus). Si les faits supposés de 2014 pourraient être prescrits, ceux dénoncés sur le tournage de 2021 se seraient produits à une date où il est déjà mis en examen depuis le 16 décembre 2020 dans une autre affaire de viol. En fin d'après-midi, la garde à vue est levée et le parquet de Paris fait savoir qu’un procès se tiendra à partir du 28 octobre, où l'acteur aura à répondre devant le tribunal correctionnel, pour des agressions supposées sur deux femmes,.

## Bouleversement dans le monde du cinéma et de la culture - prises de positions

### Accusations d’omertàdans le milieu du cinéma français
La réalisatrice Andréa Bescond indique, en avril 2023, être informée de ces agressions sexuelles : « c'est une omertà qui dure depuis des décennies dans le milieu du cinéma français ». Les agressions sexistes et sexuelles répétées de Gérard Depardieu sont « tolérées », voire accueillies par des rires. Quand sur un plateau de cinéma, certaines osent se plaindre, une réponse fuse « Oh ça va, c’est Gérard ! »,,.

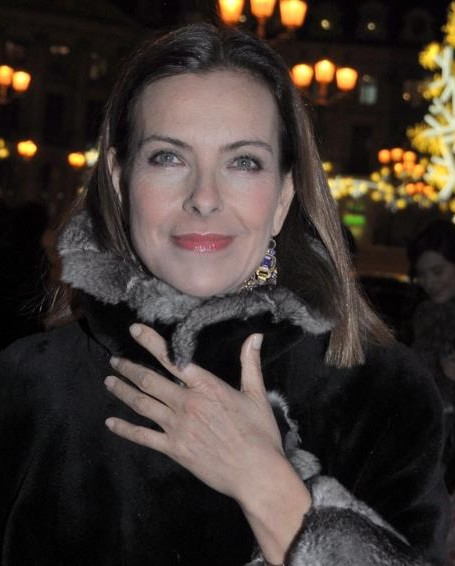
Carole Bouquet, ex-compagne de Gérard Depardieu, en 2013.

La journaliste Marine Turchi de Mediapart constate que les silences des équipes sur les plateaux de cinéma et de la production « interrogent la complaisance dont aurait bénéficié » Gérard Depardieu,. Parmi les réalisateurs contactés par Mediapart, un seul reconnait avoir été informé du comportement de celui-ci sur un tournage : ainsi Fabien Onteniente affirme avoir réprimandé Gérard Depardieu pour une « main aux fesses » sur une actrice pendant le tournage de Turf, en 2013. Pour Marc Missonnier, président du syndicat des producteurs : « le cinéma français n’ignorait pas les comportements problématiques de Gérard Depardieu ». Le 6 janvier, la chanteuse et actrice Lio à propos de l'affaire Depardieu dénonce « la complicité de tout un milieu » concernant « tout ce que l'on peut faire sur un plateau depuis des années ».
Rima Abdul Malak, alors ministre de la Culture, constate en avril 2023 que cette affaire est « dans la continuité du Mouvement #MeToo qui a commencé avec le cinéma », et appelle à « respecter cette parole qui se libère » tout en rappelant la présomption d'innocence de l'acteur. Pour sa part, Andréa Bescond souhaite ne plus voir le nom et le visage de Gérard Depardieu sur les affiches.
Ce même mois, plusieurs personnalités du cinéma français comme Patrice Leconte, Jean-Louis Livi, ayant travaillé avec l'acteur sur le film Maigret, ou Josée Dayan apportent leur soutien à l'acteur.
La société des réalisatrices et réalisateurs de films mentionne le courage des femmes ayant témoigné et demande aux cinéastes, producteurs et techniciens de « redoubler de vigilance », en effet ces derniers sont responsables de ce qui se passe sur les plateaux. En revanche, la société refuse d'indiquer : « Ne tournez plus avec Gérard Depardieu », et rappelle que c'est à la justice de donner une suite à cette affaire.
À la suite des révélations de Mediapart, le distributeur Zinc. et le producteur Oliver-Frost Films du film Umami décident de maintenir sa sortie en mai 2023, mais Gérard Depardieu, pourtant acteur principal, « n'est pas associé » à la promotion de celui-ci. De nouveaux projets de tournage ne se font pas.
Le 21 décembre 2023, l'actrice Carole Bouquet, qui a été sa compagne pendant dix ans, prend sa défense dans l'émission Quotidien. Elle y déclare notamment : « Gérard est capable d’être grossier, d’avoir un humour parfois limite, mais il est incapable de faire du mal à une femme ».
Le 23 décembre, Lambert Wilson, sans prendre parti dans l'affaire, déplore l'aspect pathétique des propos tenus par Depardieu en Corée du Nord. Il élargit la réflexion à la sexualité masculine : « Ça a été le règne du sexe masculin. (Gérard Depardieu) a été glorifié aussi en tant que ça. Pas simplement en tant qu'acteur. Il a été comme un prince dont on a célébré la virilité. […] C'est le procès d'une époque qu'on est en train de faire. »
Le 9 janvier 2024, Josiane Balasko témoigne à propos du tournage de Trop belle pour toi, de Bertrand Blier, en 1989 : « J’étais au pieu pendant trois semaines avec Gérard et jamais, il n’y a eu un geste déplacé, il disait des grossièretés ça c'est sûr […]. Ça ne me gêne pas, j'ai été élevée dans un bistro », puis d'ajouter n'avoir signé aucune tribune, ni de soutien, ni contre Depardieu, considérant qu'elle n'est pas « gardienne de la morale ni tribunal populaire. Je trouve ça terrible pour les femmes qui ont été victimes. Mais ça, c'est la justice qui en décidera. »,
Sophie Marceau prend également parti, évoquant le comportement de Gérard Depardieu sur le tournage du film de Maurice Pialat Police, en 1985. Elle rappelle que déjà à l'époque elle avait dénoncé son « attitude grossière et déplacée » et précise « ce n’est pas aux actrices déjà célèbres qu’il s’en prenait mais plutôt aux petites assistantes », avant de modérer son propos en déclarant « S’en prendre à Gérard Depardieu aujourd’hui serait trop facile avec tout l’acharnement qu’il connaît » et si l'actrice ne veut ni le soutenir, ni l'enfoncer, elle soutient avec fermeté : « Que tu sois Gérard Depardieu ou Maurice Pialat, tu ne traites pas les gens comme ça, point barre », avant de conclure « la vulgarité et la provocation ont toujours été son fonds de commerce. Aujourd’hui, on l’accuse de ce pour quoi on l’a encensé. ».
Geneviève Sellier, professeure émérite en études cinématographiques, constate elle aussi que : « Celles qui affirment avoir été agressées sont les petites mains, les techniciennes, les maquilleuses, les costumières, les jeunes actrices. Celles qui n’ont pas de pouvoir social »,.
Le 16 janvier 2024, l'humoriste et comédien Kev Adams annonce que Gérard Depardieu sera visible quelques minutes dans Maison de retraite 2, dont il est co-scénariste. Mais il précise que l'équipe du film « a pensé à les supprimer, bien sûr ».

## Mouvements féministes
Après la publication, en avril 2023, des récits de treize femmes dans Mediapart accusant Gérard Depardieu de violences sexuelles, des mouvements féministes interviennent dans plusieurs villes en France pour empêcher la tournée de Gérard Depardieu chantant Barbara. Parmi les interpellations des manifestantes, une revient régulièrement : « L’Aigle noir, c’est toi »,.
Le 27 décembre 2023, une tribune dans Le Monde rédigée par des membres du collectif MeTooMedia s'insurge contre le soutien d'Emmanuel Macron à Gérard Depardieu. La tribune, sous forme de lettre adressée au chef de l'État pointe notamment ses propos pendant l'émission C à vous du 20 décembre. Le collectif affirme notamment que le président « valide la culture du viol au plus haut sommet de l'État ».
Des manifestations féministes se déroulent en France le 11 janvier 2024, dans une trentaine de villes. Elles sont coordonnées par le collectif « Grève féministe »,, fédérant une cinquantaine d’associations féministes dont Collectif féministe contre le viol, Fédération nationale Solidarité Femmes, Femen, Osez le féminisme !. Plusieurs dizaines de personnes dans les villes de provinces et plusieurs centaines dans la capitale, y participent. Elles protestent notamment contre le soutien présidentiel à Gérard Depardieu,. Un de leurs mots d'ordre : « Gardez votre vieux monde, nous en voulons un sans violences sexistes et sexuelles ».

### Un #metoo à la française?
Plusieurs observateurs, dans des médias français mais aussi étrangers, estiment que l'affaire Depardieu constitue une forme de « #metoo à la française ». Ainsi, la ministre de la Culture, Rima Abdul Malak, constate ainsi dès avril 2023 que cette affaire est « dans la continuité du mouvement #MeToo qui a commencé avec le cinéma ». À partir de décembre 2023 et janvier 2024, les références à MeToo se multiplient, et questionnent le réel impact de ce mouvement en France, depuis ses débuts en 2017,,,,,. Ainsi, la chercheuse Geneviève Sellier estime que « le cinéma français est un des derniers endroits où la domination masculine est légitimée et même valorisée », mais que l'affaire Depardieu crée une brèche. Le 2 janvier, Laure Calamy parle d'« Un MeToo à la française »,. Lauren Provost écrit le 5 janvier dans Libération : « Pour la première fois depuis le mouvement #MeToo en 2017, celles et ceux qui piétinent la parole des femmes et refusent de condamner l’intolérable se sont pris le violent retour de bâton d’habitude réservé aux féministes ». Le 10 janvier 2024, C Ce soir tient une table ronde intitulée : « L'affaire Depardieu est-elle un "MeToo à la française" ? ». Pour Raphaëlle Bacqué et Samuel Blumenfeld, l'affaire Gérard Depardieu a « levé une chape de silence », d'autres actrices ont dénoncé des agressions à l'encontre de Benoît Jacquot et Jacques Doillon : « ils sont certes présumés innocents mais il reste que rien ne sera plus comme avant ».
A contrario, d'autres dénoncent un milieu qui reste enfermé dans des comportements sexistes. Ainsi Anouk Grinberg, en répondant à une lettre de défense de Depardieu, partant de l'idée de monstre sacré qui lui est associé du fait de ses talents d'acteur, dit : « l'autre monstruosité, (…) celle des gens du cinéma qui sont indifférents au mal qu'on fait aux femmes, aux humiliations qu'on leur inflige ». Marine Turchi, journaliste à Mediapart, défend une position similaire. Plusieurs médias étrangers estiment qu'il y a une « ambivalence française ». Le soutien du président Macron à Depardieu montre que le débat a largement dépassé le milieu du cinéma et toute la complexité du mouvement #metoo dans ce pays.

## Procès de mars 2025: condamnation
Le procès de Gérard Depardieu pour des accusations d’agressions sexuelles sur deux femmes, lors d'un tournage du film Les Volets verts en 2021, débute le 28 octobre 2024 devant le tribunal correctionnel de Paris. Son avocat Jérémie Assous annonce que l'acteur ne sera pas présent : « Gérard Depardieu est extrêmement affecté et malheureusement, ses médecins lui interdisent de se présenter à l'audience ». 
Après une demande de report par la défense, le procès est renvoyé aux 24 et 25 mars 2025 et une expertise médicale est demandée par les juges pour évaluer les conditions de sa présence en mars prochain. Le 24 mars, lors de son témoignage à la barre, Gérard Depardieu reconnait un contact physique avec l'une des plaignantes, il déclare « Je l'ai attrapé par la hanche pour ne pas tomber » et affirme qu'il n'y avait aucune intention sexuelle dans son geste. Ce que conteste la plaignante. Les déclarations de Gérard Depardieu sont parfois confuses, il reconnait être grossier, pouvoir choquer, déclare ne pas se souvenir d'une « main aux fesses », rappelle qu'il était accompagné d'une assistante au moment où cela se serait produit. Son accusatrice affirme la véracité de ce qu'elle dénonce, précise n'avoir pas réagi et n'en avoir parlé à personne pendant longtemps ; pour les autres violences, ses souvenirs sont moins nets, elle évoque « des flashs » qu'elle ne peut « ni dater, ni localiser ». L'avocat de Depardieu, Jérémie Assous, se fait remarquer par une défense jugée très agressive, misogyne et sexiste, notamment à l'égard des plaignantes et de leurs avocates,,. Le 27 mars, le parquet requiert dix-huit mois de prison avec sursis et 20 000 euros d'amende. 
Le 13 mai 2025, il est condamné pour agressions sexuelles à 18 mois de prison avec sursis, une peine d'inéligibilité de deux ans et son inscription au fichier des auteurs d’infractions sexuelles,. Le tribunal reconnaît également le préjudice des deux victimes à la suite des propos très virulents de Jérémie Assous,. La reconnaissance de cette « victimisation secondaire », qui engendre des indemnisations supplémentaires, est une première dans le monde de la justice française,,. Jérémie Assous annonce vouloir faire appel de la décision,.